# Gnatholepis gymnocara
Gnatholepis gymnocara é uma espécie de peixe da família Gobiidae e da ordem Perciformes.

## Morfologia
- Os machos podem atingir 3,7 cm de comprimento total.[4]

## Habitat
É um peixe marítimo, de clima subtropical e demersal que vive entre 0-1 m de profundidade.

## Distribuição geográfica
É encontrado no Oceano Pacífico ocidental: Austrália.

## Observações
É inofensivo para os humanos.